# أي إدوارد ساذرلاند
أي إدوارد ساذرلاند الملقب بـ إدي ساذرلاند (بالإنجليزية:A. Edward Sutherland) (مواليد 5 يناير 1895 - وفيات 31 ديسمبر 1973). ممثل ومخرج أمريكي بريطاني .

## روابط خارجية
- أي إدوارد ساذرلاند على موقع IMDb (الإنجليزية)
- أي إدوارد ساذرلاند على موقع روتن توميتوز (الإنجليزية)
- أي إدوارد ساذرلاند على موقع ألو سيني (الفرنسية)
- أي إدوارد ساذرلاند على موقع أول موفي (الإنجليزية)
- أي إدوارد ساذرلاند على موقع قاعدة بيانات الأفلام السويدية (السويدية)
- أي إدوارد ساذرلاند على موقع إن إن دي بي (الإنجليزية)
- أي إدوارد ساذرلاند على موقع قاعدة بيانات الفيلم (الإنجليزية)
- أي إدوارد ساذرلاند على موقع كينوبويسك (الروسية)
- Julie Ring, Eddie's mom, in a series of stage portraits
- A. Edward Sutherland at Virtual History